# Blue Steel (misil)
El Avro Blue Steel fue un misil de lanzamiento británico con capacidad nuclear propulsado por cohete y lanzado desde el aire, construido para armar a la fuerza de bombarderos V. Fabricado por Avro, permitía al bombardero lanzar el misil contra su objetivo mientras aún estaba fuera del alcance de los misiles tierra-aire (SAM). El misil avanzaba hacia el objetivo a velocidades de hasta Mach 3 y se disparaba dentro de los 100 m del punto objetivo predefinido.
El Blue Steel entró en servicio en 1963, momento en el que los SAM mejorados con mayor alcance habían erosionado en gran medida las ventajas del diseño. Se consideró una versión de mayor alcance, Blue Steel II, pero se canceló en favor del sistema GAM-87 Skybolt de mucho mayor alcance de los Estados Unidos. Cuando se canceló el desarrollo de ese sistema en 1962, la flota de bombarderos V se consideró muy vulnerable. Blue Steel siguió siendo la principal arma de disuasión nuclear británica hasta que la Marina Real Británica comenzó a operar misiles balísticos Polaris desde submarinos de la clase Resolution.